# La Camargo (Charles Lecocq)
La Camargo è un opéra comique in tre atti, composta da Charles Lecocq su libretto di Eugène Leterrier e Albert Vanloo. L'opera narra la storia, ampiamente romanzata, di due personaggi storici del XVIII secolo: la ballerina Marie Camargo e il bandito Louis Mandrin.
La prima produzione dell'opera ebbe luogo al Théâtre de la Renaissance a Parigi nel 1878, godendo di replica per ulteriori 98 rappresentazioni.

## Storia
Tra il 1875 e il 1878, Lecocq aveva scritto quattro opere per il Théâtre de la Renaissance. Quella di maggior fama tra queste, Le petit duc, era stata riseguita per 301 spettacoli. La Camargo era stata designata a succedergli. Lecocq, fin dal suo primo successo Fleur-de-Thé, composto dieci anni prima, aveva lavorato con numerosi librettisti. Per la realizzazione della nuova pièce teatrale la sua squadra di esperti era formata dai collaboratori Eugène Leterrier e Albert Vanloo, con il quale aveva lavorato al grande successo Giroflé-Girofla (1874), a La petite mariée (1875) e al minore La Marjolaine (1877).
I protagonisti del libretto di Leterrier e Vanloo, La Camargo e Louis Mandrin, sono versioni fantasiose di personaggi storicamente esistiti. La prima fu una nota celebrità del balletto durante il regno di Luigi XV e il secondo un famigerato brigante. Pur essendo contemporanei, non vi sono prove che i due si siano mai conosciuti. La Camargo è stata interpretata da Zulma Bouffar, una prediletta del pubblico parigino, strettamente legata alle opere di Offenbach. La sua apparizione in un'opera del suo più giovane rivale fu qualcosa di simile ad un colpo di stato per il Théâtre de la Renaissance; Lecocq le ha inoltre dedicato la partitura pubblicata. La Camargo fu rappresentata il 20 novembre 1878 e il suo successo proseguì per altri 98 spettacoli.

## Interpreti originali
- Mandrin – Eugène Vauthier
- Pontcalé – Jean-François Berthelier
- Saturnino – M. Lary
- Péruchot – M. Pacra
- Tournevis – M. Liberta
- Le Philosophe – M. Deberg
- Rossignol – M. Duchosal
- Taquet – M. Tony
- Camargo – Zulma Bouffar
- Dona Juana de Rio Negro – Marie Desclauzas
- Colombe – Mily-Meyer[5]

## Trama

### Atto 1
La sala verde dell'Opéra di Parigi
La compagnia del balletto si riunisce sotto la direzione artistica di Taquet, pronta per esibirsi nella scena d'addio di La Camargo prima che lei abbandoni Parigi per recarsi a Lione, dove deve assolvere ad un impegno. I suoi amici sono raggiunti dal ladro Mandrin che, elegantemente vestito, si spaccia per un nobiluomo, il cavaliere di Valjoly. È presente anche l'ammiratore di La Camargo, il marchese di Pontcalé, che le regala una splendida collana. Mandrin si era presentato sperando di offrirle un dono altrettanto importante, ma i suoi uomini, ai quali aveva ordinato di rubare qualcosa di adatto, con sua grande indignazione, non erano sopraggiunti.
Pontcalé, vantandosi delle sue abilità investigative, spiega a tutti che gli è stato chiesto dalle autorità poliziesche di aiutarli a scovare e catturare il famigerato Mandrin, il quale si crede che si trovi a Parigi. L'identità del malvivente era stata definita da una recente e audace azione criminale: la rapina di un castello nei pressi di St. Germain, abitato da un'aristocratica spagnola, Juana de Rio Negro. Quest'ultima fa il suo ingresso, essendo stata inviata dalla polizia per trovare Pontcalé e fornirgli i dettagli della rapina. Lei racconta al marchese, e a tutti i presenti, i particolari del furto subìto, ma ammette che non riesce a distinguere tra i suoi sogni e gli eventi reali di quella notte: l'affascinante intruso ha fatto l'amore con lei o no?
Una volta svuotatasi la stanza verde, gli uomini di Mandrin irrompono da una finestra, rubano la collana (dono di Pontcalé) dal camerino di Camargo e, consegnatogli il gioiello, scappano dopo aver incontrato il loro capo. Mandrin non si accorge che è stato appena sottratto dalla stanza della ballerina e si congratula con se stesso per avere finalmente un regalo straordinario per lei. Juana fa ritorno e, vedendo il ladro, lo riconosce come l'uomo che stava al suo capezzale al momento del risveglio dai suoi sogni confusi la notte della rapina. Juana esige una spiegazione e lui, con professando sagacemente amore e insinuando che lei sia la sola a poterlo cambiare, la induce a nascondere la sua identità.
Tra gli spettatori del balletto c'è un giovane ragazzo di provincia, Saturnin. Egli si infatua di La Camargo e tenta di farsi strada sul palco dopo lo spettacolo per conoscere la grande ballerina. Raggiunge la stanza verde e in una scena farsesca viene rincorso dallo zio, Péruchot, e dalla sua fidanzata, Colombe, i quali lo trovano nascosto tra le dame del balletto e lo trascinano via. Camargo, dirigendosi al suo camerino, scopre lo smarrimento della collana. Pontcalé, irato che sia stato commesso un furto sotto il suo presunto occhio attento, ordina che le porte vengano chiuse a chiave e che venga immediatamente avviata una ricerca. Mandrin, con la collana nelle sue mani, si trova in grave pericolo, ma Juana, per pietà, la prende e la nasconde nel suo seno. L'indagine non porta a nulla, se non alla scoperta della finestra rotta e alla conclusione che il furto è opera del terribile ma sconosciuto Mandrin, al quale viene dichiarata guerra da tutti i presenti in un vivace pezzo concertato e coro.

### Atto 2
Il castello di Mandrin
Mandrin viene seguito nella sua roccaforte dall'infatuata Juana. Si trovano all'interno del palazzo anche Saturnin, Péruchot e Colombe, presi in ostaggio mentre facevano ritorno da Parigi. Sotto ordine di Mandrin, la carrozza su cui La Camargo viaggia verso Lione subisce un agguato e viene trasportata al castello. Credendo che Mandrin sia il Cavaliere di Valjoly, la ballerina pensa che la sua cattura sia uno scherzo da parte del nobile: un modo diverso di invitarla ad una festa celebrata in suo onore nel castello.
Pontcalé, che si trova sulle tracce di Mandrin, riesce ad intrufolarsi nel castello attraverso un passaggio segreto. Sopraggiunto con duecento soldati per arrestare il bandito, si accorge però, una volta dentro il passaggio, che la porta si è chiusa dietro di lui, lasciandolo solo. Il marchese incontra Mandrin, che crede ancora essere Valjoly. Mandrin lo persuade a trattenere i suoi uomini fino alla conclusione della festa e invia uno dei suoi briganti a riferire l'ordine di Pontcalé in tal senso al comandante. Saturnin lo segue e gli sottrae l'ordine. Le truppe arrivano, quindi, nel pieno dei festeggiamenti e Pontcalé chiede che possano essere ospitate nel castello. Mandrin acconsente e, astutamente, li fa rinchiudere dai suoi uomini.
Saturnin convince La Camargo e Pontcalé che Valjoly è in realtà Mandrin. Saturnin attraversa il passaggio segreto per chiamare i rinforzi. Camargo e Pontcalé dicono a Mandrin che sanno che è lui il capo dei briganti e Juana, gelosa dell'amore del ladro per Camargo, lo denuncia. Egli convoca i suoi uomini, e tutti e tre gli accusatori vengono catturati.

### Atto 3
Il cabaret di Ramponneau, Parigi
I principali componenti della banda di rapinatori stanno bevendo e oziando tra la folla in un gettonato cabaret, in attesa del loro capo. Ci sono anche La Camargo, Juana e Pontcalé, liberati per merito della gendarmeria dal castello del bandito. Pontcalé continua l'inseguimento di Mandrin. Il marchese annuncia di aver trovato un nuovo brillante investigatore, assunto per dare la caccia al ladro. Questo detective, Monsieur Philidor, è Mandrin stesso travestito. Mentre interpreta questo personaggio, sente per caso l'ordine che Camargo rivolge ai trasportatori della sua portantina affinché la chiamino alle otto in punto per condurla ad un ballo. Pensando di trovarsi in solitudine, riunisce i suoi uomini e ordina loro di corrompere i trasportatori in modo da prendere il loro posto e, dopo il ballo, condurre La Camargo in un luogo da lui designato. Colombe, che si è nascosta dietro il bancone di Ramponneau, sente tutto e racconta a La Camargo del piano.
Camargo invia a Pontcalé una nota dettagliata del piano e si organizza con Colombe affinché, all'ora stabilita, quest'ultima prenda il suo posto sulla portantina. Successivamente, travestita da suonatore di organetto, di nome Javotte, e in compagnia di Juana, travestita da venditore ambulante, Camargo fa in modo che Mandrin tradisca se stesso. Il ladro si volta per scappare, ma trova la casa circondata dalle truppe di Pontcalé. La Camargo finisce per avere pietà di Mandrin e non svela a Pontcalé che il suo investigatore prediletto è il capo dei banditi. Lascia quindi che Mandrin scappi, ordinandogli di abbandonare Parigi e di trovare un altro posto dove farsi impiccare.

## Struttura
- Atto 1
  - ouverture
  - Choeur et ensemble – "Que les ris et les jeux" (Gioia e risate!)
  - Entrée des abonnés – "A nos petites chattes" (Ai nostri piccoli gattini)
  - Distici - "Mes aïeux, j'en ai la mémoire" (I miei antenati sono ricordati)
  - Choeur - "Ran, plan, voici notre reine" (Ran, plan [suono di batteria], ecco la nostra regina)
  - Couplets de la Camargo - "Partout on me fête, on m'acclame" (Ovunque sono festeggiato, sono acclamato)
  - Couplets de l'oeil - "Savez-vous, auprès des femmes" (Sapete, con le donne)
  - Madrigal – "Je comprendrais fort peu, vraiment" (Davvero a malapena capisco)
  - Le rêve de Dora Juana – "Je dormais, tout dans la nature" (Ho dormito, come tutto in natura)
  - Rondo de la Camargo – "Si vous saviez, mes chers amis" (Se lo sapeste, miei cari amici)
  - Romance – "Je vous ai dit mon ignorance" (ti ho detto la mia ignoranza)
  - Ensemble des voleurs – "L'Ecureuil me voilà!" (Scoiattolo, eccomi!)
  - Finale
    - Ensemble - "O ciel! qu'arrive-t-il" (O cielo, cosa sta succedendo)
    - Scena – "Nous sommes innocents" (Siamo innocenti)
    - Ensemble - "C'en est trop à la lin" (È troppo di una cosa)

- Atto 2
  - Choeur des voleurs - "Ah! qu'il est doux pour des voleurs" (Ah, quanto è dolce per i ladri)
  - Ronde de la bande a Mandrin - "Ils sorti trente ou quarante" (La banda è di trenta o quaranta forte)
  - Air de Mandrin - "Ah! soyez distingués" (Ah, cerchiamo di essere grandi)
  - Choeur des jailniers - "Les yeux tout de larmes noyés" (Occhi traboccanti di lacrime)
  - Couplets de Colombe - "Presque toujours une cuisine" (Quasi sempre con i cugini)
  - Distici - "Laissez-moi, monsieur Ie voleur" (Lasciami, Monsieur ladro)
  - Petit choeur - "Nous voici, pommadés" (Eccoci, agghindati)
  - Ballet-pastorale – "Pour savoir comment se fait un ballet" (Il modo di fare un balletto)
  - Entrée de la bergère - "Voici d'abord une bergère" (In primo luogo, ecco una pastorella)
  - Duo – "Ce serait une vie heureuse" (Sarebbe una vita felice)
  - Distici - "Certes, lorsque l'on n'aime pas" (Senza amore, certamente)
  - Finale:
    - Chœur - "Ah! la buona fortuna" (Ah, buona fortuna)
    - Scène – "Entendez-vous ces coups de feu" (Senti questi colpi)
    - Ensemble – "Les soldats! les soldats!" (Soldati! Soldati!)
    - Entrée des soldats – "Mes amis! qu'on ouvre la porte" (Amici miei, aprite la porta)
    - Larghetto – "Voyez ce concern fatidique" (Vedi il suo occhio profetico)
    - Strette - "D'étape en étape, il faut l'emmener" (Passo dopo passo, portalo via)

- Atto 3
  - Choeur - "Chez Ramponneau le monde accourt" (A Ramponneau il mondo corre)
  - Chant de la vielleuse - "Et zon, zen, zon, saute Suzon" (E zon, zen, zon - Skip, Suzon)
  - Cris des marchands – "Pour la vielleuse et sa marmotte" (Per la vecchia e la sua marmotta)
  - Sortie - "Mesdames et messieurs, merci" (Signore e signori, grazie)
  - Couplets de Louis le Bien-aimé - "Le Roi s'est dit" (Il re disse a se stesso)
  - Duetto de la police - "La polizia, la giustizia" (Polizia, giustizia)
  - Duetto – "Étais-tu bête I – Etais-je bétel" (Sono stato stupido!)
  - Quintetto – "A la tienne, Etienne!" (Ecco al tuo, Etienne!)
  - Duetto – "Trotte, trotte, petite Javotte" (Trotte, trot, little Javotte)
  - Chanson de la marmotte en vie – "En quittant ma montagne" (Quando ho lasciato la mia montagna)
  - Distico finale - "J'dois quéqu'chose à Javotte (Devo qualcosa a Javotte)

## Repliche
La Camargo fu rappresentata, in lingua francese, al Booth's Theatre di New York nel dicembre 1879 dalla compagnia d'opera di Maurice Grau. È stata reinserita in repertorio durante la stagione conclusasi nel maggio 1880. Lo spettacolo è stato presentato nelle province francesi ed è stato eseguito a Budapest nel 1878 e a Vienna nel 1879.

## Critica
Les Annales du théâtre et de la musique considerò il pezzo un'opera mediocre ben messa in scena, definendo la musica "un diluvio di distici". The Era trovò il libretto non molto interessante ma pieno di animazione e, nel complesso, divertente. Lo stesso critico valutò la musica di Lecocq come meno elegante di quella di Le petit duc, ma in tutto vivace e melodiosa. Erroneamente, predisse un lungo successo per l'opera. L'Athenaeum riteneva improbabile che un libretto sul "Dick Turpin di Francia" potesse piacere al pubblico parigino, ma ipotizzò che la pièce potesse essere salvata dalla partitura di Lecocq, degna dei migliori dei suoi precedenti successi. Quando l'opera fu rappresentata a Boulogne, un critico locale la trovò "troppo lunga e non eccessivamente originale". Il New York Times ritenne la musica "carina e facile, in effetti fin troppo, dimostrando che il compositore è stato negligente nella revisione e ha semplicemente annotato le sue ispirazioni man mano che gli sono arrivate". Ciononostante, il critico giudicò l'opera come niente di meglio di quelle offerte dal prestigioso Opéra-Comique.